# Joseph Bintener
Joseph Bintener  (né le 1er octobre 1917 à Hollerich et mort le 13 janvier 1998 à Troisvierges) est un coureur cycliste luxembourgeois. Professionnel de 1939 à 1947, il est devenu champion du Luxembourg sur route en 1945.

## Palmarès
- 1939
  -  Champion du Luxembourg sur route amateurs
  -  Champion du Luxembourg sur route juniors
  - 3e du championnat du Luxembourg de cyclo-cross
  - 3e du Tour de Luxembourg
- 1945
  -  Champion du Luxembourg sur route
- 1946
  - Grand Prix François-Faber
  - 2e du championnat du Luxembourg sur route
  - 7e du championnat du monde sur route